# Qumran
Qumran (în arabă خربة قمران, în ebraică חירבת קומראן, transliterat: Khirbet Qumran) este un ținut deșertic în Israel, cunoscut mai ales pentru faptul că aici au fost descoperite, într-o peșteră, celebrele manuscrise de la Marea Moartă.